# Subjekt-Objekt-Verb
In der linguistischen Typologie sind SOV-Sprachen (Subjekt-Objekt-Verb) diejenigen Sprachen, in denen Subjekt, Objekt und Verb in dieser Reihenfolge die Grund-Wortstellung bilden.
Unter natürlichen Sprachen ist SOV der häufigste Typ, darunter fallen Türkisch, Japanisch, Koreanisch, Mongolisch, Persisch, Latein, Quechua, Birmanisch und ein Großteil der indischen Sprachen, unabhängig von deren Sprachfamilie. SOV ist die häufigste Form bei agglutinierenden Sprachen. Im Deutschen tritt SOV in Nebensätzen auf („Als Peter den Apfel aß, …“). Die Deutsche Gebärdensprache hingegen ist durchgängig eine SOV-Sprache.
SOV-Sprachen setzen in den meisten Fällen Adjektive vor das Nomen, benutzen Postpositionen eher als Präpositionen, setzen Relativsätze vor das Substantiv, auf das sie sich beziehen, und setzen Hilfsverben hinter das Vollverb. Einige besitzen auch nachgestellte Partikeln, um Subjekt und Objekt zu markieren, unter anderem Japanisch und Koreanisch.
Latein als flektierende Sprache hat wie viele andere flektierende Sprachen eine sehr flexible Satzstellung, die üblichste ist jedoch SOV. Ein Beispiel ist der Satz „servus puellam amat“,  wortwörtlich übersetzt „Der Sklave das Mädchen er liebt“ und in die deutsche Satzstruktur übertragen „Der Sklave liebt das Mädchen“. In diesem Satz ist servus das Subjekt, puellam das Objekt und amat das Verb.